# David Šain
David Šain (Osijek, Yugoslavia, 8 de febrero de 1988) es un deportista croata que compitió en remo.
Participó en los Juegos Olímpicos de Londres 2012, obteniendo una medalla de plata en la prueba de cuatro scull.
Ganó tres medallas en el Campeonato Mundial de Remo entre los años 2010 y 2013, y una medalla de plata en el Campeonato Europeo de Remo de 2010.

## Palmarés internacional
| Juegos Olímpicos   | Juegos Olímpicos            | Juegos Olímpicos  | Juegos Olímpicos |
| Año                | Lugar                       | Medalla           | Prueba           |
| ------------------ | --------------------------- | ----------------- | ---------------- |
| 2012               | Londres (Reino Unido)       | Medalla de plata  | Cuatro scull     |
| Campeonato Mundial |                             |                   |                  |
| Año                | Lugar                       | Medalla           | Prueba           |
| 2010               | Cambridge (Nueva Zelanda)   | Medalla de oro    | Cuatro scull     |
| 2011               | Bled (Eslovenia)            | Medalla de bronce | Cuatro scull     |
| 2013               | Chungju (Corea del Sur)     | Medalla de oro    | Cuatro scull     |
| Campeonato Europeo |                             |                   |                  |
| Año                | Lugar                       | Medalla           | Prueba           |
| 2010               | Montemor-o-Velho (Portugal) | Medalla de plata  | Cuatro scull     |